# Gnomonia rhododendri
Gnomonia rhododendri är en svampart som beskrevs av Auersw. 1869. Gnomonia rhododendri ingår i släktet Gnomonia och familjen Gnomoniaceae.   Inga underarter finns listade i Catalogue of Life.